# حریم خصوصی مصرف‌کننده
حریم خصوصی مصرف‌کننده عنوان بخشی از «حریم خصوصی اطلاعاتی» است که مربوط به مصرف‌کننده‌های محصولات و خدمات می‌شود. 
وقتی کاربران (مصرف‌کننده‌های) از خدمات یک شرکت (ارائه‌کننده) استفاده می‌کنند، بر اساس اینکه چه اطلاعاتی توسط این شرکت از مصرف‌کننده‌ها جمع‌آوری می‌شود و چطور از این داده‌ها استفاده می‌شود مجموعه‌ای از مسائل اجتماعی، قانونی و سیاسی به وجود می‌آید. استفاده از عبارت «حریم خصوصی مصرف‌کننده» جدید نیست و به اولین قوانینی برمی‌گردد که از بانک‌ها و بنگاه‌های مالی می‌خواست که از آخرین و به روزترین فنون برای حفظ حریم خصوصی و اطلاعات مشتریان خود استفاده کنند. در دوران جدیدتر حفظ حریم خصوصی به شکل‌های مختلف نیز وجود دارد، برای مثال عبارت «دستور العمل‌های اخلاقی» که در پزشکی به منظور حفاظت از داده‌های بیمار استفاده می‌شود از جمله قوانین حریم خصوصی مصرف‌کننده هستند. به عنوان مثالی دیگر می‌توان به «امنیت ملی» نیز اشاره کرد. بسیاری از ارائه‌کننده‌های خدمات و کالا به دلایل مختلف از مشتریان خود اطلاعات جمع‌آوری و آنرا به شکلی نگهداری و سپس استفاده می‌کنند، در نتیجه بسیاری از این شرکت‌ها برای رسیدن به استانداردهای چارچوب قوانین حریم خصوصی که مشتریان از آنها درخواست دارند از «مهندسی امنیت» استفاده می‌کنند. 
حفاظت از حریم خصوصی مصرف‌کننده مجموعه‌ی از قوانین است که از حریم خصوصی تک تک مصرف‌کننده‌های خدمات و کالاهای شرکت‌ها محافظت می‌کنند و این شرکت‌ها موظف به اعمال این قوانین هستند و به اجرا نگذاشتن این قوانین برای آنها عواقب قانونی خواهد داشت. برای مثال بسیار از شرکت‌ها به منظور بهره‌بردای اقتصادی بهینه‌تر از داده‌های جمع‌آوری شده از مشتریان خود ممکن است از مسئولیت‌های قانونی خود پیروی نکنند و حریم خصوصی مصرف‌کننده‌های خود را نقض کنند. شکل‌گیری اولین قوانین حفظ حریم خصوصی مشتری برای ارائه کننده‌های خدمات ارتباط الکترونیکی (مانند تلفن) به دوران اولیه‌ی فراگیر شدن تلفن بر می‌گردد، زمانی که مشخص شد شرکت‌های مخابراتی به حجم وسیعی از اطلاعات خصوصی مردم دسترسی دارند. قوانین حفظ حریم خصوصی به نظر می‌رسد در مورد چگونگی انتشار داده‌ها توسط شرکت‌ها با شرکت‌های دیگر، زمان ادغام شرکت‌ها با هم، زمانی که کارمندان‌های شرکتی شغل خود را ترک می‌کنند و زمانی که شرکت‌ها دستگاه‌های نگهداری داده (مثل هارد دیسک‌ها) را پاک یا جابجا می‌کنند کمبودهایی دارد.

## قانون‌گذاری
اهمیت دادن به حریم خصوصی مصرف‌کننده به سال‌های سال پیش بر می‌گردد، به دورانی که بانک‌ها و پیک‌های تجاری تصمیم‌گرفتند از برای حفظ حریم خصوصی مصرف‌کننده‌های خدمات خود قوانین سخت‌گیرانه‌تری اعمال کنند. در آن سال‌ها پس از آنکه این شرکت‌ها یکی پس از دیگری به دلایل مختلف در حفظ حریم خصوصی مصرف‌کننده‌ها شکست می‌خوردند، دولت‌ها مجبور بر طراحی و اجرای قوانین سخت‌گیرانه بر آنها شدند. در دوران کنونی، بسیاری از ارائه‌کننده‌های خدمات مانند بیمارستان‌ها و دولت‌ها برای حفظ حریم خصوصی افراد و حفاظت از اطلاعات «درمانی و پزشکی» و «سوء پیشینه» از «دستورالعمل‌های اخلاقی» استفاده می‌کنند.  این دستورالعمل‌های اخلاقی زمانی که هیچ قانون مکتوب دقیقی وجود ندارد به کار گرفته می‌شوند.  قوانینی برای حفظ حریم خصوصی مصرف‌کننده‌ها توسط شرکت تجاری و جلوگیری از سرقت و سوء استفاده از داده‌های کاربران نیز وجود دارند.  از آنجایی که کسب اعتماد مصرف‌کننده‌ی خدمات یکی از اصلی‌ترین زیربناهای موفقیت واحدهای تجاری است، بسیاری از شرکت‌ها قوانین داخل سازمانی بسیاری فراتری و قوی‌تری از قوانین کشوری برای حفظ حریم خصوصی و محافظت از اطلاعات کاربران دارند و برای طراحی و نظارت بر آنها از «مهندسی امنیت» استفاده می‌کنند. بعضی از شرکت‌ها ممکن است در شرایطی که ضررمالی می‌دهند اطلاعات کاربران خود را به عنوان منبع درآمد به فروش بگذارند. متأسفانه از نظر قانون کشوری مانعی در این کار نیست اما بسیار از شرکت‌ها خود قوانین داخل سازمانی برای ممانعت از آن دارند و در هنگام امضاء قرارداد بین کاربر و شرکت به آن اشاره می‌کنند. 

## فهرست منابع
1. ↑  Lee, Dong-Joo (June 2011). "Managing Consumer Privacy Concerns in Personalization: A Strategic Analysis of Privacy Protection". MIS Quarterly. 35 (2): 428–A8. doi:10.2307/23044050. JSTOR 23044050.
2. ↑  Siam, Kayla (2017). "Coming to a Retailer near You: Consumer Privacy Protection in Retail Bankruptcies". Emory Bankruptcy Developments Journal. 33: 487–521.[پیوند مرده]